# Сарп
Сарп (фр. и окс. Sarp) — коммуна во Франции, находится в регионе Юг — Пиренеи. Департамент — Верхние Пиренеи. Входит в состав кантона Молеон-Барус. Округ коммуны — Баньер-де-Бигор.
Код INSEE коммуны — 65407.

## География

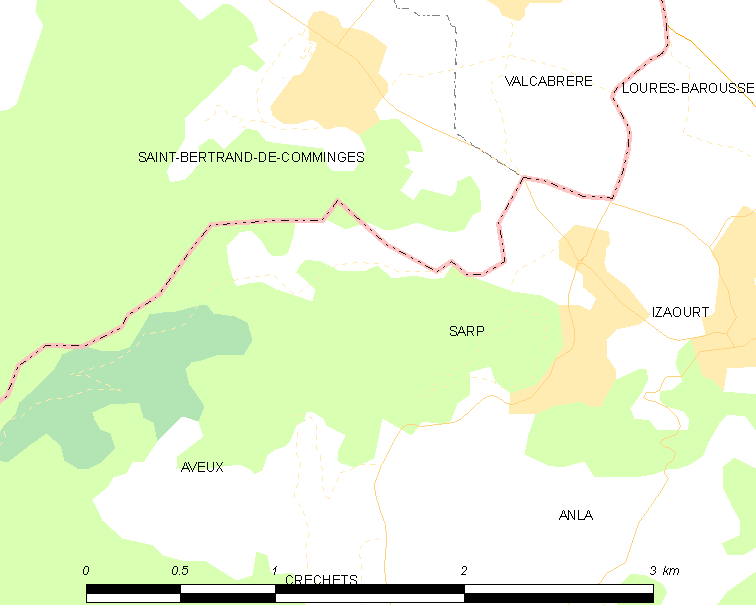
Карта коммуны

Коммуна расположена приблизительно в 670 км к югу от Парижа, в 95 км юго-западнее Тулузы, в 50 км к юго-востоку от Тарба.
На юго-востоке коммуны протекает река Урс. Около половины территории коммуны занимают леса.

## Климат
Климат умеренно-океанический с солнечной тёплой погодой и обильными осадками на протяжении практически всего года.

## Население
Население коммуны на 2010 год составляло 108 человек.
| 1962 | 1968 | 1975 | 1982 | 1990 | 1999 | 2010 |
| ---- | ---- | ---- | ---- | ---- | ---- | ---- |
| 84   | 74   | 77   | 76   | 115  | 104  | 108  |

## Администрация
| Период | Период | Фамилия           | Партия                   | Примечания |
| ------ | ------ | ----------------- | ------------------------ | ---------- |
| ?      | 2001   | Франсуа Фортассен | Движение левых радикалов | сенатор    |
| 2001   | 2008   | Жильбер Дебара    |                          |            |
| 2008   | 2020   | Робер Фораст      | Радикальная левая партия |            |

## Экономика
В 2010 году среди 73 человек трудоспособного возраста (15-64 лет) 49 были экономически активными, 24 — неактивными (показатель активности — 67,1 %, в 1999 году было 81,9 %). Из 49 активных жителей работали 44 человека (27 мужчин и 17 женщин), безработных было 5 (3 мужчин и 2 женщины). Среди 24 неактивных 4 человека были учениками или студентами, 14 — пенсионерами, 6 были неактивными по другим причинам.